# Guy Foissy
Guy Foissy és un dramaturg francès, nascut el 12 de juny 1932 a Dakar (Senegal).
Va passar la infància a l'Àfrica occidental francesa (Sudan francès, Dahomey, ...). Va arribar a París el 1946. Tenia catorze anys quan va escriure la seva primera obra de teatre en versos alexandrins (Nous habitons tous Charanton). Una editorial japonesa publica En regardant tomber les murs en una antologia del teatre mundial contemporani i s'obre una carrera al Japó i a l'estranger. Entra a la Comédie-Française el 1971. Ha guanyat nombrosos premis (Premi Courteline el 1978, Els premis d'humor negre, el 1979...).

## Obra teatral
- Saracanas (1956)
- Le passé composé (1956)
- L'Evénement (1965)
- L'Entreprise (1965)
- L'Arthrite (1966)
- Je m'appelle Rhubarbe (1966)
- En regardant tomber les murs (1966)
- Le Voyage au Brésil (1967)
- Racisme (1968)
- Le Motif (1971)
- Le Discours du père (1971)
- Coeur à deux (1971)
- La poigne (1972)
- Demain, la fête (1972)
- Spécial-Sang (1972)
- Il faut viser la pierre (1974)
- Monsieur Gnaka (1974)
- Attendons la Fanfare (1975)
- Dracula-Travel (1977)
- La Goutte (1977)
- La Crique (1978)
- L'Abaca (1980)
- L'Escargot (1980)
- L'Enfant mort sur le trottoir (1981)
- L'Ambulance (1981)
- Soirées bourgeoises (1981)
- Chicago-Blues (1983)
- La menace (1985)
- Le Roi de haut en bas (1986)
- La Grande Sauterie (1986)
- Commissaitre Badouz (1986)
- La Ronde de sécurité (1986)
- Toujours quelqu'un sous l'arbre (1986)
- L'Attribut (1986)
- Rapt (1987)
- Innocentes Manies (1987)
- L'Homme sur le parapet du pont (1988)
- Direction Critorium (1988)
- 36.15 Jeanne l'Artiste (1989)
- Dans le vieux parc solitaire et glacé (1989)
- Veillée Funèbre (1990)
- La Dame au Violoncelle (1991)
- Rires aux éclats (1992)
- Loin du Golfe (1993)
- Le Cimetière des Poètes (1994)
- La Société des Alloqués (1995)
- Changement de Direction (1995)
- Vive la Libre Entreprise (1995)
- La Secte des 1000 (1996)
- À l'Enterrement d'une page blanche (1998)
- L'Auditoire (1998)
- 10 pièces en un acte (2001)
- Commissaire Badouz (2002)
- L'Espion volant (2003)
- Six Foissy (2004)
- Le Cimetière des maris (2006)
- Un air du temps (2006)
- Le Charme de la laideur (2007)
- Dépositions (2007)
- La Femme qui dit (2008)
- Emy/Ema (2009)
- Vu du banc (2009)
- L'homme qui voulait donner (2010)
- Les Feux Follets (2010)
- Annonce Matrimoniale (1966 - 1980)
- L'Art de la Chute (1967 à 1995)
- Le bocal
- La trahison D'Albinos
- Spiritisme
- L'autre moitié du monde
- Chant du Rien
- Les présidents
- Off
- L'anarchiste
- Le dernier des vrais
- Foire aux treize
- Les jeunes préfèrent les vieux
- Voyance
- Ni vu ni connu
- Homo-CV
- Maigret et la feuille blanche